# Duhemia
Duhemia là một chi bướm đêm thuộc họ Noctuidae.